# Protest na Rosenstraße

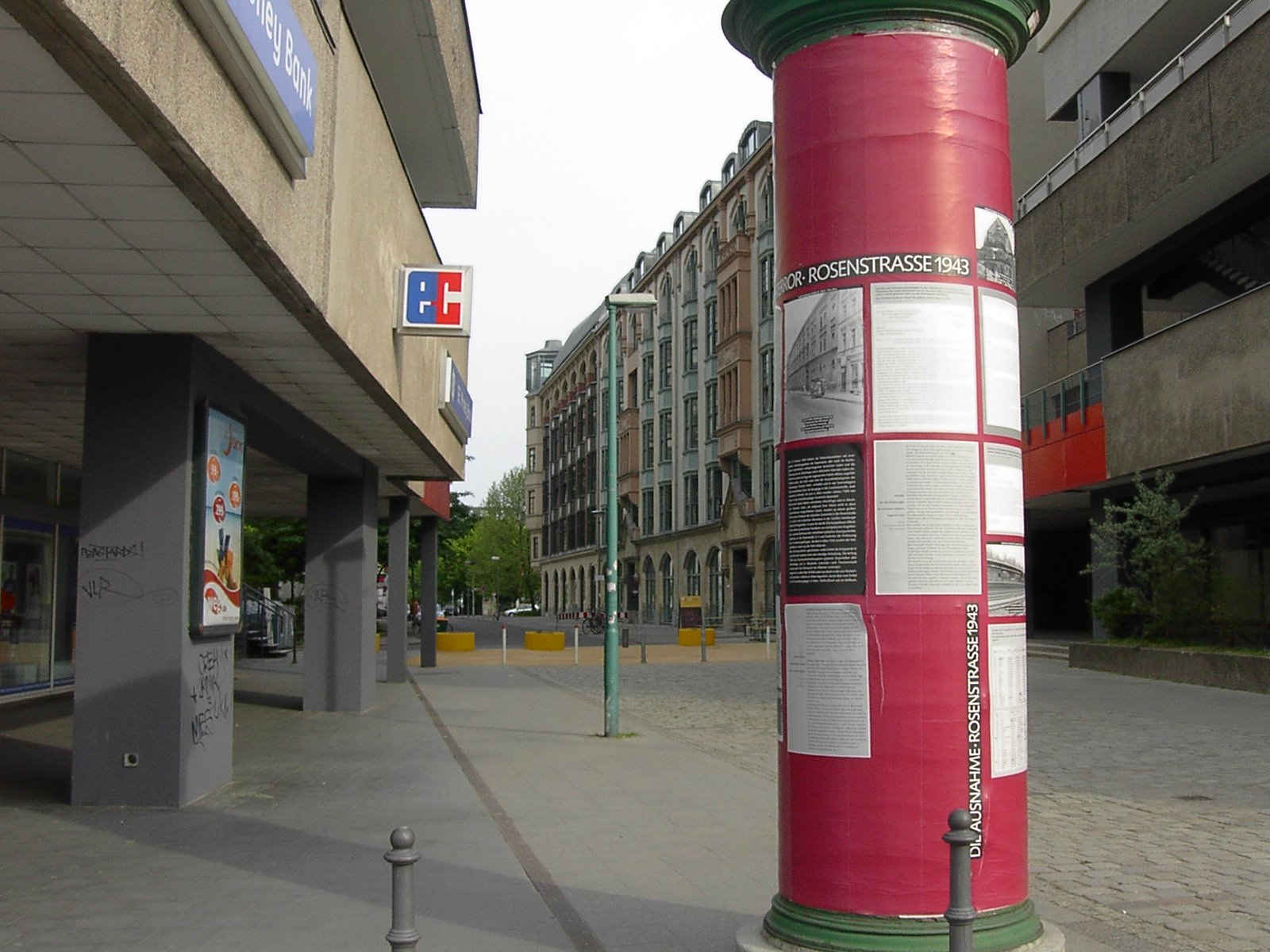
Kolumna pamiątkowa w miejscu dawnego protestu

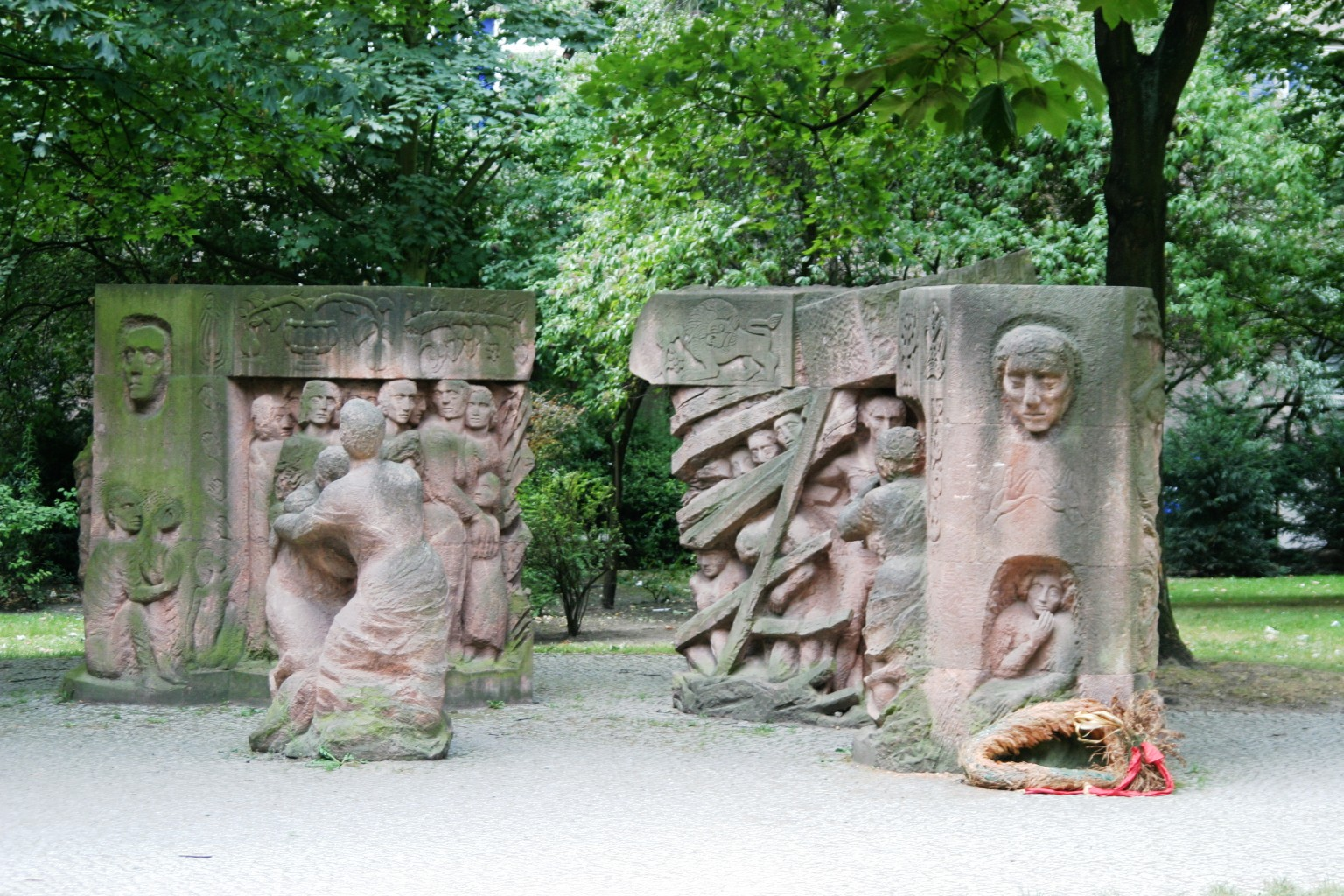
Block der Frauen - fragment rzeźby Ingeborg Hunzinger upamiętniającej protest Rosenstraße

Protest na Rosenstraße – pokojowy protest kobiet niemieckich przeciw uwięzieniu i deportacji ich żydowskich mężów, zorganizowany na przełomie lutego i marca 1943 r. przy ulicy Rosenstraße w Berlinie pod oknami budynku, w którym przetrzymywano około 1700 uwięzionych Żydów. 
W wyniku tygodniowego protestu, na rozkaz Goebbelsa Żydzi zostali uwolnieni; prawie wszyscy przeżyli wojnę. Około dwudziestu pięciu Żydów zawrócono przy tym z transportu do obozu zagłady Auschwitz-Birkenau, lub uwolniono i przetransportowano do Berlina z samego obozu. Informacje o tych wydarzeniach, niewygodne zarówno dla Niemców jak i dla ofiar hitlerowskich represji, stały się szeroko znane dopiero w latach 80. XX wieku.

## Podłoże
Na początku 1943 r. wśród ocalałej na terenie Niemiec ludności żydowskiej znajdowali się głównie przymusowi pracownicy fabryk oraz uprzywilejowani (w stosunku do innych Żydów) członkowie aryjsko-żydowskich małżeństw mieszanych, tzw. Mischehen. Na terenie Niemiec było wówczas ok. 30 tysięcy takich małżeństw, z czego połowa w Berlinie. Poprzez aparat propagandy i represji władze III Rzeszy usiłowały wymusić na jak największej liczbie takich małżeństw decyzje o rozwodzie, jednak 90 proc. małżeństw nie poddała się tym naciskom. Przełom na froncie wschodnim i klęska Wehrmachtu w bitwie pod Stalingradem zbiegły się w czasie z zaostrzeniem represji wobec „uprzywilejowanej” grupy Żydów. W wyniku rozpoczętej 27 lutego 1943 akcji (tzw. Fabrikaktion) około 10 tysięcy pozostających „na wolności” Żydów uwięziono, przy czym około 8 tys. wywieziono i następnie zamordowano w KL Auschwitz oraz Theresienstadt. Wśród pozostałych w Berlinie Żydów byli prawie wyłącznie mężowie niemieckich kobiet, które nie zgodziły się na rozwód – mężczyzn tych uwięziono w centrum Berlina, w budynku dawnej wspólnoty żydowskiej przy ulicy Rosenstraße 2-4.

## Protest
Począwszy od dnia uwięzienia, pod oknami budynku zbierały się grupy kobiet oczekujących na uwolnienie mężów. W ciągu tygodnia od 27 lutego 1943 r. protest systematycznie przybierał na sile – w szczycie protestu uczestniczyło w nim kilka tysięcy osób, w przeważającej większości kobiet, które skandowały hasła domagające się uwolnienia mężów. W czasie protestu wielokrotnie pojawiały się grupy esesmanów i gestapowców usiłujące zmusić demonstrantów do rozejścia się. Kilkakrotnie przed protestującymi rozstawiono grupy żołnierzy lub policjantów uzbrojonych w karabiny maszynowe, przygotowanych do otwarcia ognia. Kobiety nie przerywały protestu; część zgromadzenia pozostawała pod oknami aresztu również w nocy. Po tygodniowym proteście na rozkaz ministra propagandy Rzeszy, Josepha Goebbelsa, Żydzi zostali uwolnieni. Prawie wszyscy przeżyli wojnę, aczkolwiek do jej zakończenia byli objęci dozorem. Około 25 Żydów zostało zawróconych z dwóch transportów do Oświęcimia lub też z samego obozu.

## Decyzja o uwolnieniu
Propaganda nazistowska nie informowała opinii publicznej o skali działań związanych z systematyczną zagładą narodu żydowskiego. O ile życie Żydów niepowiązanych z ludnością niemiecką były szerokiej społeczności obojętne, o tyle losy niemieckich kobiet, szeroko ustosunkowanych i spokrewnionych z innymi Niemcami, były istotne z punktu widzenia propagandy. Otwarte, zbrojne stłumienie protestu kobiet, a nawet sama deportacja ich mężów na oczach tłumu protestujących, mogły spowodować szersze zamieszki. Goebbels nie chciał do nich dopuścić. Uwolnienie było z punktu widzenia akcji propagandowej najlepszym rozwiązaniem: nie tylko całkowicie usuwało bezpośrednią przyczynę protestów, ale też zamykało usta rodzinom uwolnionych – strach przed ponownymi represjami, a także sprawowany dozór, wymuszał uległość wobec reżimu. W gazetach pisano o proteście bez podawania jego prawdziwej przyczyny – oficjalnie powodem demonstracji były bombardowania alianckie, które pozbawiły tysiące kobiet dachu nad głową. Niewykluczone, że jednym z dalekosiężnych celów uwolnienia żydowskich mężczyzn było tuszowanie rzeczywistych działań prowadzonych wobec ogółu ludności żydowskiej: uwolnienie prawie dwóch tysięcy Żydów w centrum Berlina sprzyjało podważaniu w oczach opinii międzynarodowej strzępków informacji o zbrodniach dokonywanych wobec innych Żydów na terenach okupowanych. Niemniej, wobec narodu niemieckiego Goebbels nie przyznawał się do wypuszczenia Żydów na wolność; przeciwnie – 19 maja 1943 ogłosił, że Berlin jest miastem od Żydów wolnym.

## Znaczenie
Pamięć o wydarzeniach związanych z protestem stała się po wojnie niewygodna dla pokonanych Niemców. Protest pokazał bowiem, że nawet niewielka, niezorganizowana i pozbawiona odgórnie zaplanowanej strategii działania grupa bezbronnych kobiet mogła wywrzeć znaczący wpływ na politykę władz III Rzeszy. Zestawienie skuteczności protestu z biernością narodu niemieckiego wobec rozwijającego się faszyzmu podważa powojenne próby usprawiedliwiania tej bierności rzekomym brakiem realnych szans sprzeciwienia się represyjnemu reżimowi. Cywilna ludność niemiecka nie tylko nie protestowała przeciw barbarzyńskim prześladowaniom Żydów, ale też na masową skalę ulegała faszystowskiej propagandzie, pozostając w karności i posłuszeństwie wobec umundurowanych przedstawicieli władz, denuncjując żydowskich sąsiadów i inne osoby podejrzewane o jakiekolwiek działania opozycyjne.

## Badania
Pierwszym historykiem, który dążył do nagłośnienia informacji o wydarzeniach związanych z protestem, był Nathan Stoltzfus, Amerykanin, absolwent Uniwersytetu Stanowego na Florydzie. Przyjechał on do Berlina w 1985 roku w związku z otrzymaniem stypendium Fulbrighta z zamiarem opisania protestu w pracy doktorskiej. Mimo otrzymywania wielu zniechęcających informacji (m.in. o braku pozostających przy życiu świadków wydarzeń), rozpoczął on szeroko zakrojoną kampanię, mającą doprowadzić do znalezienia świadków i innej dokumentacji wydarzeń. Stolzfus nawiązał współpracę ze wschodnioniemieckim radiem; w odpowiedzi na jego apel zgłosiło się wiele osób, m.in. osiemdziesięcioletnia Elza Holzer (bezpośrednia uczestniczka protestu), której relacje zrobiły na badaczu tak duże wrażenie, że zdecydował się zmienić plany i pozostać dłużej w Niemczech badając tę sprawę. Łącznie Stolzfus przesłuchał trzydziestu świadków. Największe trudności wiązały się z uzyskaniem informacji ze strony byłych prominentów hitlerowskiego reżimu – historykowi wielokrotnie udawało się dotrzeć do dawnych nazistów, jednak odmawiali oni zeznań. Wyjątkiem był Leopold Gutterer, prawa ręka Goebbelsa w ministerstwie propagandy i oświecenia publicznego od 1941 r., po wojnie ukrywający się jako bawarski rolnik, zdekonspirowany i skazany na dwa lata robót oraz utratę emerytury. Historyk spotykał się z Guttererem i jego żoną w ich domu w RFN kilkakrotnie w ciągu czterech lat. Uzyskał od Gutterera opinię, według której główną siłą protestu i przyczyną jego sukcesu była ostentacyjna otwartość. Gutterer twierdził, że wewnętrzne siły hitlerowskie były dobrze przygotowane do zwalczania zakonspirowanego ruchu oporu, lecz nie otwartych i jednocześnie pokojowych protestów społecznych.
Badania Nathana Stoltzfusa doprowadziły do powstania książki Opór serca: małżeństwa mieszane a protest Rosenstraße w nazistowskich Niemczech.. W zdobyciu zeznań świadków pomógł mu fakt, iż nie był ani Niemcem, ani Żydem, lecz Amerykaninem.

## Upamiętnienie

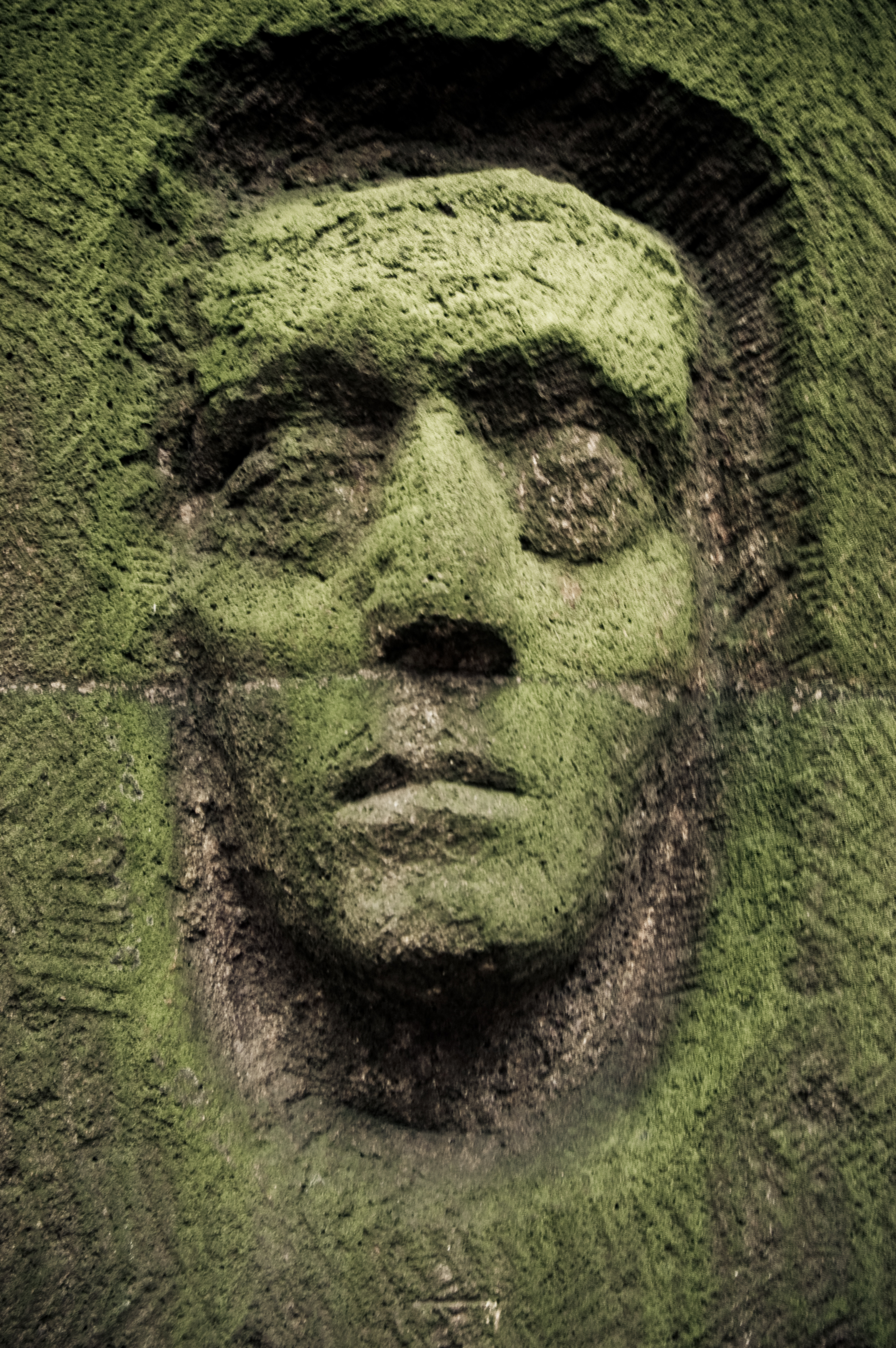
Block der Frauen – fragment rzeźby Ingeborg Hunzinger upamiętniającej protest Rosenstraße

W wyniku działań Stoltzfusa sprawa protestu nabrała rozgłosu zarówno w Niemczech, jak i na świecie. Pojawiły się kolejne publikacje i książki opisujące te wydarzenia.
W miejscu, gdzie stał (zniszczony pod koniec wojny) budynek Rosenstraße 2-4, w pobliżu placu Aleksandra, postawiono czerwoną kolumnę pamiątkową – ma ona postać słupa ogłoszeniowego z plakatami nawiązującymi do protestu i jego historycznych okoliczności.
Niemiecka rzeźbiarka, Ingeborg Hunzinger, stworzyła pomnik upamiętniający protest. Odsłonięte w 1995 r. dzieło noszące nazwę Block der Frauen jest kompozycją rzeźb przedstawiających grupy modlących się kobiet, kamienne klatki z uwięzionymi mężczyznami oraz uwolnione, obejmujące się pary małżonków. Pomnik znajduje się w parku niedaleko miejsca protestu.
W 2003 roku Margarethe von Trotta wyreżyserowała film Rosenstraße będący fabularną, lecz możliwie jak najwierniejszą, interpretacją wydarzeń. Akcja filmu rozgrywa się w dwóch planach czasowych: wcześniejszy związany jest z samym protestem, późniejszy – z opowiadaniem o nim z perspektywy wielu lat.